# مسجد جامع استاد
مسجد جامع استاد مربوط به سدهٔ ۶ و ۷ ه‍.ق است و در شهرستان فاروج، بخش مرکزی، دهستان شاه جهان، روستای استاد واقع شده و این اثر در تاریخ ۲۸ اسفند ۱۳۸۵ با شمارهٔ ثبت ۱۸۷۳۹ به‌عنوان یکی از آثار ملی ایران به ثبت رسیده است.